# Девід Кокнер
Девід Майкл Кокнер (англ. David Michael Koechner; 24 серпня 1962, Моніто, Міссурі, США) — американський актор та комік, найбільш відомий своїми ролями у фільмах «Телеведучий: Легенда про Рона Борганді» та телесеріалі «Офіс».

## Біографія
Девід Кокнер народився 24 серпня 1962 рік а в містечку Тіптон, штат  Міссурі, в сім'ї Маргарет Енн Кокнер (до шлюбу Доуні) і Сесіла Стівена Кокнер, який займався виробництвом клітин для індичок. Батько Девіда має німецьке коріння, мати - ірландське. У Девіда є два брати і три сестри.
Після закінчення школи Девід вивчав  політологію в коледжі англ. Benedictine College, а потім в Міссурійськом університеті. Однак відразу після здобуття вищої освіти Девід поїхав в Чикаго, вирішивши стати артистом-коміком. Там він грав в імпровізаційної театрі англ. iO Theater, навчаючись акторській майстерності у відомого актора і педагога Справи Клоуз, грав в трупі  The Second City.
У 1995 році Кокнер вперше з'явився на телебаченні: протягом року він виконав кілька ролей в 20 випусках шоу  «Суботнім вечором в прямому ефірі»; в 1997 році відбувся дебют актора на широкому екрані - стрічка Хвіст крутить собакою, в якій він зіграв невелику роль кінорежисера. До  теперішнього часу  Кокнер з'явився майже в 120 фільмах і серіалах, тричі виступив як сценарист і двічі як продюсер.
В 2005 році номінувався на MTV Movie Awards в категорії «Краще музичне уявлення» (спільно з трьома іншими акторами) за роль у фільмі  «Телеведучий», але не отримав нагороди.
27 червня 1998 одружився з Лей Кокнер, діти: Чарльз Патрік, Марго Грейс, близнюки Вільям Сарджент і Одрі Віолет (нар. 2006) і Єва Джульєт (нар. 2011). Імена дружини і всіх п'ятьох дітей витатуювані в актора на правому плечі.

## Фільмографія
- 1997 - Хвіст крутить собакою /  Wag the Dog  - режисер
- 1998 -  Брудна робота [en] /  Dirty Work  - Ентон Філліпс
- 1999 - Остін Паверс: Шпигун, який мене звабив /  Austin Powers: The Spy Who Shagged Me  - помічник пілота
- 1999 -  Людина на Місяці /  Man on the Moon  - репортер таблоїд а  National Enquirer[en]
- 2000 -  За всяку ціну [en] /  Whatever It Takes  - Вірджіл Дулітл
- 2001 -  Відморожені [en] /  Out Cold  - Стампі
- 2002 -  Біжи, Ронні, біжи [en] /  Run Ronnie Run  - Клей
- 2002 -  Третій зайвий [en] /  The Third Wheel  - Карл
- 2002 -  Американська дівчина [en] /  American Girl  - хлопець в рекламі по ТБ (в титрах не вказаний)
- 2002 - Прокинувшись у Ріно /  Waking Up in Reno  - Белл Хоп
- 2003 -  Не для дівчат /  A Guy Thing  - Бак Морс
- 2003 - Донька мого боса /  My Boss's Daughter  - Спід
- 2004 -  Телеведучий /  Anchorman: The Legend of Ron Burgundy  - Чемпіон «Чемпіонат» Кайнд
- 2005 - Придурки з Хаззарду /  The Dukes of Hazzard  - Кутер Дейвенпорт
- 2005 - Сорокалітній незайманий /  The 40-Year-Old Virgin  - татусь в клініці
- 2005 - Дякую вам за паління /  Thank You for Smoking  - Боббі Джей Блісс
- 2005 - Долтрі Келхун /  Daltry Calhoun  - Дойл
- 2005 -  Велика жратва /  Waiting ...  - Ден
- 2005 - Твої, мої і наші /  Yours, Mine and Ours  - Даррелл
- 2006 -  Санінспекторів [en] /  Larry the Cable Guy: Health Inspector  - Донні
- 2006 - Рікі Боббі: Король дороги /  Talladega Nights: The Ballad of Ricky Bobby  - Хершелл, технік на піт-стоп е
- 2006 - Зміїний політ /  Snakes on a Plane  - Рік, пілот
- 2006 - Пішли у в'язницю /  Let's Go to Prison  - Шанахан
- 2006 - Діти без нагляду /  Unaccompanied Minors  - Ерні
- 2007 - 911: Хлопчики за викликом[en] /  Reno 911 !: Miami  - шериф  Аспена
- 2007 - Кулі гніву /  Balls of Fury  - Рік, господар кабаре
- 2007 -  Месники /  The Comebacks  - Ламбеу «Тренер» Філдс
- 2008 -  Суперниця [en] /  Tenure  - Джей Хедлі
- 2008 -  Напівпрофесіонал /  Semi-Pro  - Алан Олт
- 2008 - Школа виживання /  Drillbit Taylor  - переляканий татусь (тільки в повній версії)
- 2008 - Будь кмітливим /  Get Smart  - Ларабі
- 2008 - Сексдрайв /  Sex Drive  - автостопщик
- 2009 - Мій єдиний /  My One and Only  - Білл Мессі
- 2009 -  Ідеальна гра [en] /  The Perfect Game  - Мек Томпкинс
- 2009 -  Продавець /  The Goods: Live Hard, Sell Hard  - Брент Гейдж
- 2009 -  Екстракт /  Extract  - Натан
- 2011 - Прибулець Павло /  Paul  - Гас
- 2011 - Стара добра оргія /  A Good Old Fashioned Orgy  - Вік Джордж
- 2011 - Пункт призначення 5 /  Final Destination 5  - Денніс Лепман, директор відділу продажів
- 2012 - Безвихідна ситуація /  Small Apartments  - детектив О'Грейді
- 2012 - Піраньї 3DD /  Piranha 3DD  - Чет
- 2012 - Хапай та тікай /  Hit and Run  - Сандерс
- 2013 - Будинок з паранормальними явищами /  A Haunted House  - Ден, мисливець за привидами
- 2013 - За канделябрами /  Behind the Candelabra  - повірений при усиновленні
- 2013 - В пекло і назад /  Hell & Back  - Асмодей
- 2013 - Телеведучий: Легенда продовжується /  Anchorman 2: The Legend Continues  - Чемпіон «Чемпіонат» Кайнд
- 2013 -  Ніяких підказок [en] /  No Clue  - Ерні
- 2015 - Скаути проти зомбі /  Scouts Guide to the Zombie Apocalypse  - Роджерс, командир бойскаутів
- 2015 - Крампус: викрадач Різдва /  Krampus  - Говард
- 2015 -  Важка дорога [en] /  Road Hard  - Чед
- 2017 - Каліфорнійський дорожній патруль / CHiPs - Пет
- 2017 - Твін Пікс: Повернення / Twin Peaks: The Return - детектив Д. Фуско
- 2018 - 30 шалених бажань /  Then Came You  - Боб Льюїс